# Clérac
Clérac – miejscowość i gmina we Francji, w regionie Nowa Akwitania, w departamencie Charente-Maritime.
Według danych na rok 1990 gminę zamieszkiwało 961 osób, a gęstość zaludnienia wynosiła 22 osób/km² (wśród 1467 gmin regionu Poitou-Charentes Clérac plasuje się na 325. miejscu pod względem liczby ludności, natomiast pod względem powierzchni na miejscu 56.).